# Springfield (Nebraska)
Springfield és una població dels Estats Units a l'estat de Nebraska. Segons el cens del 2000 tenia 1.450 habitants.

## Demografia
Segons el cens del 2000, Springfield tenia 1.450 habitants, 529 habitatges, i 405 famílies. La densitat de població era de 1.017,9 habitants per km².
Dels 529 habitatges en un 38,2% hi vivien nens de menys de 18 anys, en un 64,5% hi vivien parelles casades, en un 9,5% dones solteres, i en un 23,4% no eren unitats familiars. En el 19,7% dels habitatges hi vivien persones soles el 7,8% de les quals corresponia a persones de 65 anys o més que vivien soles. El nombre mitjà de persones vivint en cada habitatge era de 2,74 i el nombre mitjà de persones que vivien en cada família era de 3,16.
Per edats la població es repartia de la següent manera: un 27,6% tenia menys de 18 anys, un 10,1% entre 18 i 24, un 28,6% entre 25 i 44, un 23,8% de 45 a 60 i un 9,9% 65 anys o més.
L'edat mediana era de 36 anys. Per cada 100 dones de 18 o més anys hi havia 91,6 homes.
La renda mediana per habitatge era de 48.083 $ i la renda mediana per família de 54.236 $. Els homes tenien una renda mediana de 36.193 $ mentre que les dones 23.950 $. La renda per capita de la població era de 19.573 $. Aproximadament l'1,9% de les famílies i el 2,6% de la població estaven per davall del llindar de pobresa.

## Poblacions més properes
El següent diagrama mostra les poblacions més properes.